# Eclytus solitarius
Eclytus solitarius là một loài tò vò trong họ Ichneumonidae.